# Невклянский
Невклянский или Невкля (укр. Невклянський) — ручей, левый приток Замглай, протекающий по Городнянскому и Репкинскому районам (Черниговская область, Украина).

## География
Длина — 11,5 км. Река берёт начало непосредственно севернее села Невкля (Городнянский район). Река течёт на юго-запад, затем юг. Впадает в преобразованное русло реки Замглай западнее села Буровка (Городнянский район). Изначально впадала в болото Замглай.
Русло на протяжении всей длины (кроме истоков) выпрямлено в канал (канализировано), шириной 4 и глубиной 1,5 м. Сообщается с осушительной системой в верховье реки Замглай (урочище Болото Замглай).
Населённые пункты на реке от истока к устью: Невкля, Лозовое.